# Škoda Fabia WRC
El Škoda Fabia WRC es un automóvil de carreras construido por Škoda basado en el Škoda Fabia con homologación World Rally Car y pensado para participar en el Campeonato Mundial de Rally. Debutó en el Rally de Alemania de 2003 y participó de manera oficial hasta la temporada 2007 en un total de treinta pruebas aunque no consiguió ninguna victoria ni podios, su mejor resultado fue un sexto puesto en el Rally de Córcega de 2005 con el francés Alexandre Bengué como autor. Posteriormente siguió apareciendo en manos de pilotos privados con resultados modestos. Entre los pilotos que lo pilotaron destacaron Didier Auriol, Toni Gardemeister, Armin Schwarz, Jani Paasonen, Roman Kresta, Mikko Hirvonen, Colin McRae o Jan Kopecky.
A pesar de los resultados obtenidos, este modelo sirvió de base para el Škoda Fabia S2000, vehículo desarrollado en 2008 y que participó en diversas pruebas y campeonatos internacionales, como el IRC o el Campeonato de Europa de Rally donde logró varias victorias y títulos.

## Desarrollo
Cuando Škoda decidió desarrollar la versión World Rally Car del Fabia ya contaba con experiencia en el mundo de los rallies e incluso ya había homologado un vehículo de la casa en esta categoría: el Škoda Octavia WRC. Sus malos resultados y la poca idoneidad de este modelo empujaron a la marca a diseñar un nuevo vehículo para competir en la máxima categoría de la especialidad. El primer problema al que se enfrentó el equipo de ingenieros fue que el Fabia de serie no contaba con los cuatro metros de longitud mínimos que la reglamentación requería, puesto que sus dimensiones eran de solo 3,96 m. Para solucionar esto la marca lanzó al mercado una versión deportiva del auto denominada Škoda Fabia RS que contaba con unos paragolpes mayores que le permitió alcanzar la longitud exigida. A partir de ahí se empezó a trabajar sobre un vehículo, que al igual que muchos de sus rivales, no disponía de un motor turbo ni tracción a las cuatro ruedas en su versión de serie. Una de las ventajas que contaba con respecto a su antecesor, el Octavia WRC, era que tenía una distancia de ejes casi idéntica y sus dimensiones menores lo que lo hacía más manejable además de menos pesos en los voladizos, sobre todo el delantero. Se le practicaron todas las tareas típicas de la categoría: se reforzó el chasis, se le instaló la jaula de seguridad y se instaló un túnel en el piso para poder alojar el árbol de transmisión y aislarlo del chasis. En cuanto a la suspensión se le dotó de una tipo McPherson para la trasera y el motor procedía del viejo Octavia, aunque con su consiguiente puesta al día. El bloque era de origen Audi que se montaba en el Octavia RS aunque 1.8 litros por lo que se tuvo que aumentar hasta los 2.0 cc necesarios. Los ingenieros de Škoda desarrollaron además en el turbo del Škoda Fabia un sistema para evitar la caída de potencia del turbo cuando se deja de acelerar o al caer las revoluciones llamado Anti Lag System (ALS) que permite una combustión posterior en la tobera de descarga del motor por lo que el turbo no dejaría de girar aunque no se pisase el acelerador. En cuanto a la transmisión se le dotó de tres diferenciales de tipo activo, el delantero y central anclados en la carcasa del cambio mientras que el trasero sobre su eje y caja de cambios, que es secuencial, fue diseñado por Prodrive.

## Competición

### Temporada 2003
Durante 2003 Škoda competía con el Škoda Octavia WRC por lo que el Škoda Fabia WRC no debutó hasta en el Rally de Alemania de 2003 con Auriol y Gardemeister pero los resultados no fueron buenos. Debido a la falta de puesta a punto el coche sumó dos abandonos consecutivos. En Australia ambos pilotos lograron terminar aunque muy lejos de los puntos. El resto del año nunca lograron terminar entre los diez primeros. Esta falta de competitividad llevó a la marca a limitar sus participaciones a las pruebas europeas de cara a 2004 y centrarse en el desarrollo del coche.
| Año  | Equipo           | Piloto            | MON | SWE | TUR | NZL | ARG | GRE | CHI | GER | FIN | AUS | SRM | FRA | ESP | GBR | Posi. | Puntos | Posi. | Puntos | Notas |
| 2003 | Škoda Motorsport | Didier Auriol     |     |     |     |     |     |     |     | Ret | Ret | 12  | 12  | Ret | Ret | 11  | 13º   | 4      | 5º    | 23     | [ 4 ] |
| 2003 | Škoda Motorsport | Toni Gardemeister |     |     |     |     |     |     |     | Ret | Ret | 11  | Ret | 11  | 12  | Ret | 12º   | 9      | 5º    | 23     | [ 4 ] |

### Temporada 2004

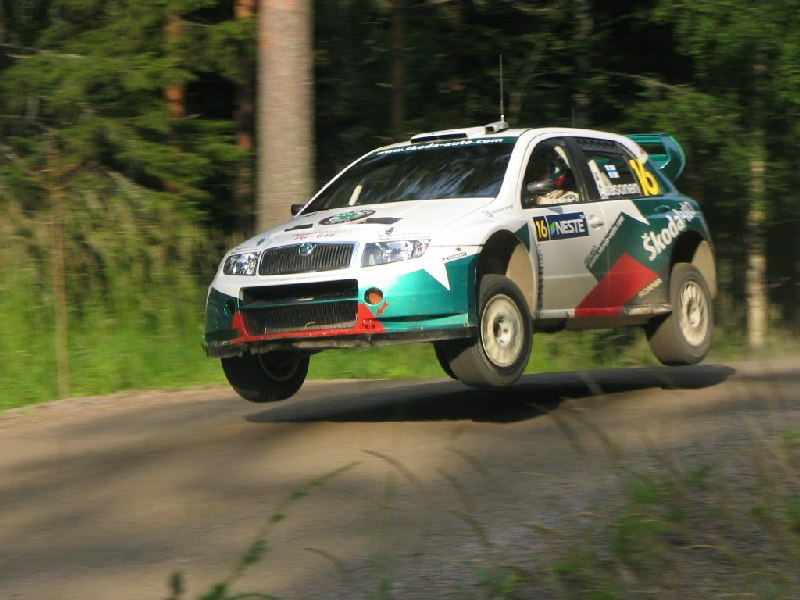
El piloto Jani Paasonen durante el Rally de Finlandia de 2004.

En 2004 y con Armin Schwarz el equipo realizó diversos test sobre todo en asfalto y los resultados comenzaron a llegar. En Finlandia una tercera unidad llevada por el local Jani Paasonen consiguió terminar en la sexta posición, el mejor resultado hasta entonces, mientras que Gardemeister fue octavo y en Alemania consiguió ser séptimo. Por su parte Schwarz fue octavo en Córcega. Ese año la marca no se inscribió en el certamen de marcas.
| Año  | Equipo           | Piloto            | MON | SWE | MEX | NZL | CHI | GRE | TUR | ARG | FIN | GER | JAP | GBR | CER | FRA | ESP | AUS | Posi. | Puntos | Posi. | Puntos | Notas |
| 2004 | Škoda Motorsport | Armin Schwarz     |     |     |     |     |     | Ret |     |     | 12  | 11  |     | Ret | Ret | 8   | 11  |     | 33º   | 1      | -     | -      | [ 5 ] |
| 2004 | Škoda Motorsport | Toni Gardemeister |     |     |     |     |     | Ret |     |     | 8   | 7   |     | 22  | Ret | 9   | 9   |     | 24º   | 3      | -     | -      | [ 5 ] |
| 2004 | Škoda Motorsport | Jani Paasonen     |     |     |     |     |     |     |     |     | 6   |     |     | Ret |     |     |     |     | 21º   | 3      | -     | -      | [ 5 ] |
| 2004 | Škoda Motorsport | Roman Kresta      |     |     |     |     |     |     |     |     |     | Ret |     |     |     |     |     |     | -     | 0      | -     | -      | [ 5 ] |

### Temporada 2005

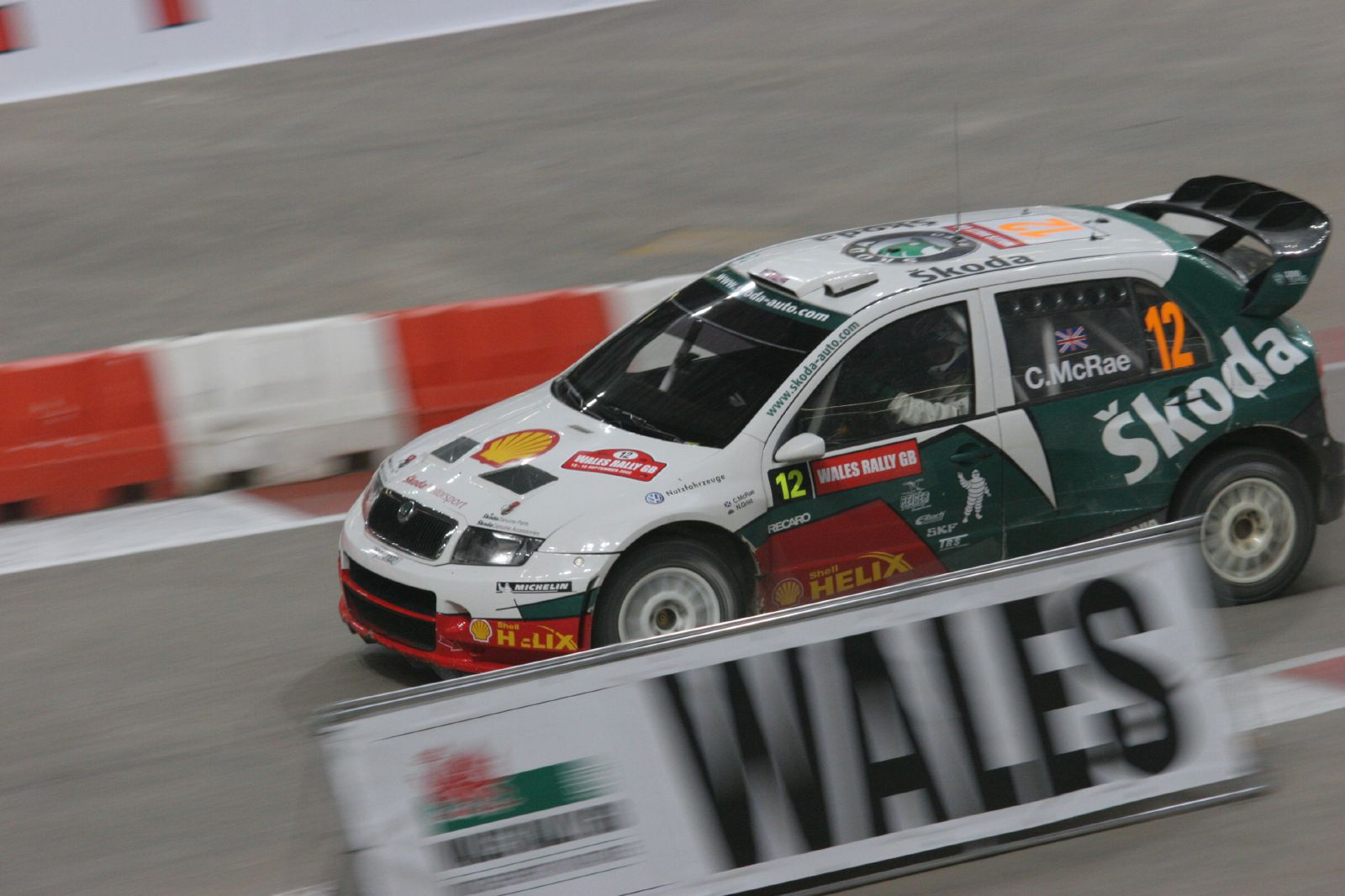
Colin McRae con el Fabia en 2005.

En 2005 el equipo contó con varios pilotos. A Armin Scharwarz se le sumaron con participaciones sueltas hasta siete pilotos distintos: Alexandre Bengue, que disputó cuatro pruebas, logrando el mejor resultado del año para el equipo, un sexto puesto en Córcega, Mattias Ekstrom que corrió tan solo Suecia, Mikko Hirvonen para Japón, Colin McRae en Gran Bretaña y Australia, Jani Paasonen con cinco pruebas en total, Janne Tuohino que disputó siete y Jan Kopecky que participó en cuatro.
| Año  | Equipo           | Piloto           | MON | SWE | MEX | NZL | CER | CHI | TUR | GRE | ARG | FIN | GER | GBR | JAP | FRA | ESP | AUS | Posi. | Puntos | Posi. | Puntos | Notas |
| 2005 | Škoda Motorsport | Armin Schwarz    | Ret |     | 9   | 10  | Ret | 13  | Ret | 18  | 16  | 11  | Ret | 14  | 10  | Ret | 11  | 8   | 27º   | 1      | 6º    | 21     | [ 6 ] |
| 2005 | Škoda Motorsport | Alexandre Bengue | 9   |     |     |     |     |     |     |     |     |     | Ret |     |     | 6   | Ret |     | 21º   | 3      | 6º    | 21     | [ 6 ] |
| 2005 | Škoda Motorsport | Mattias Ekström  |     | 10  |     |     |     |     |     |     |     |     |     |     |     |     |     |     | -     | 0      | 6º    | 21     | [ 6 ] |
| 2005 | Škoda Motorsport | Mikko Hirvonen   |     |     |     |     |     |     |     |     |     |     |     |     | Ret |     |     |     | 10º   | 14     | 6º    | 21     | [ 6 ] |
| 2005 | Škoda Motorsport | Colin McRae      |     |     |     |     |     |     |     |     |     |     |     | 7   |     |     |     | Ret | 22º   | 2      | 6º    | 21     | [ 6 ] |
| 2005 | Škoda Motorsport | Jani Paasonen    |     | 9   | 13  |     |     |     |     | Ret | Ret | Ret |     |     |     |     |     |     | -     | 0      | 6º    | 21     | [ 6 ] |
| 2005 | Škoda Motorsport | Janne Tuohino    |     | Ret |     | Ret | 13  | 9   | 13  | Ret |     | 10  |     |     |     |     |     |     | -     | 0      | 6º    | 21     | [ 6 ] |
| 2005 | Škoda Motorsport | Jan Kopecký      |     | 37  |     |     |     |     |     |     |     |     | Ret |     |     | 12  | 8   |     | 26º   | 1      | 6º    | 21     | [ 6 ] |

### Temporadas posteriores

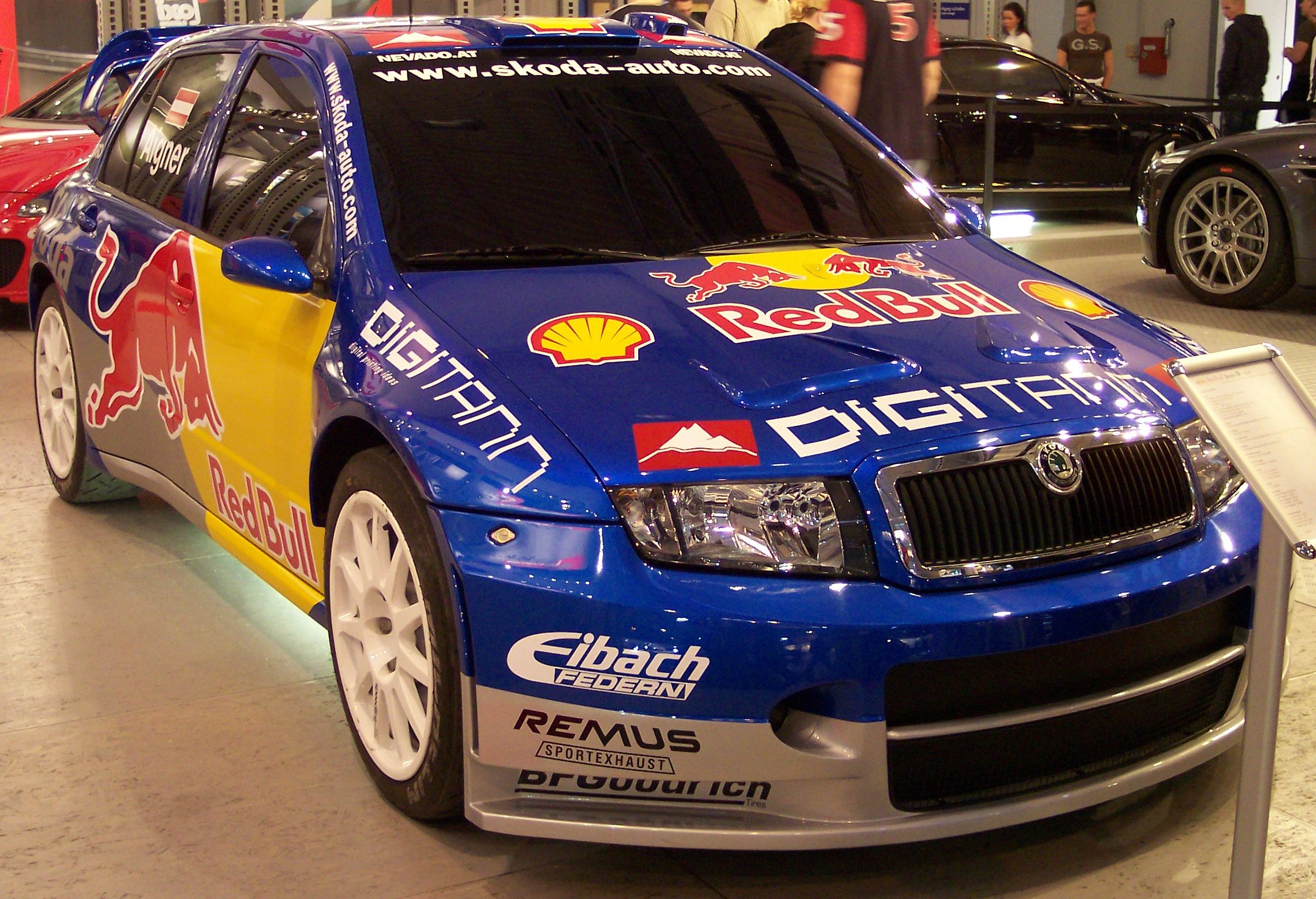
Fabia de 2006

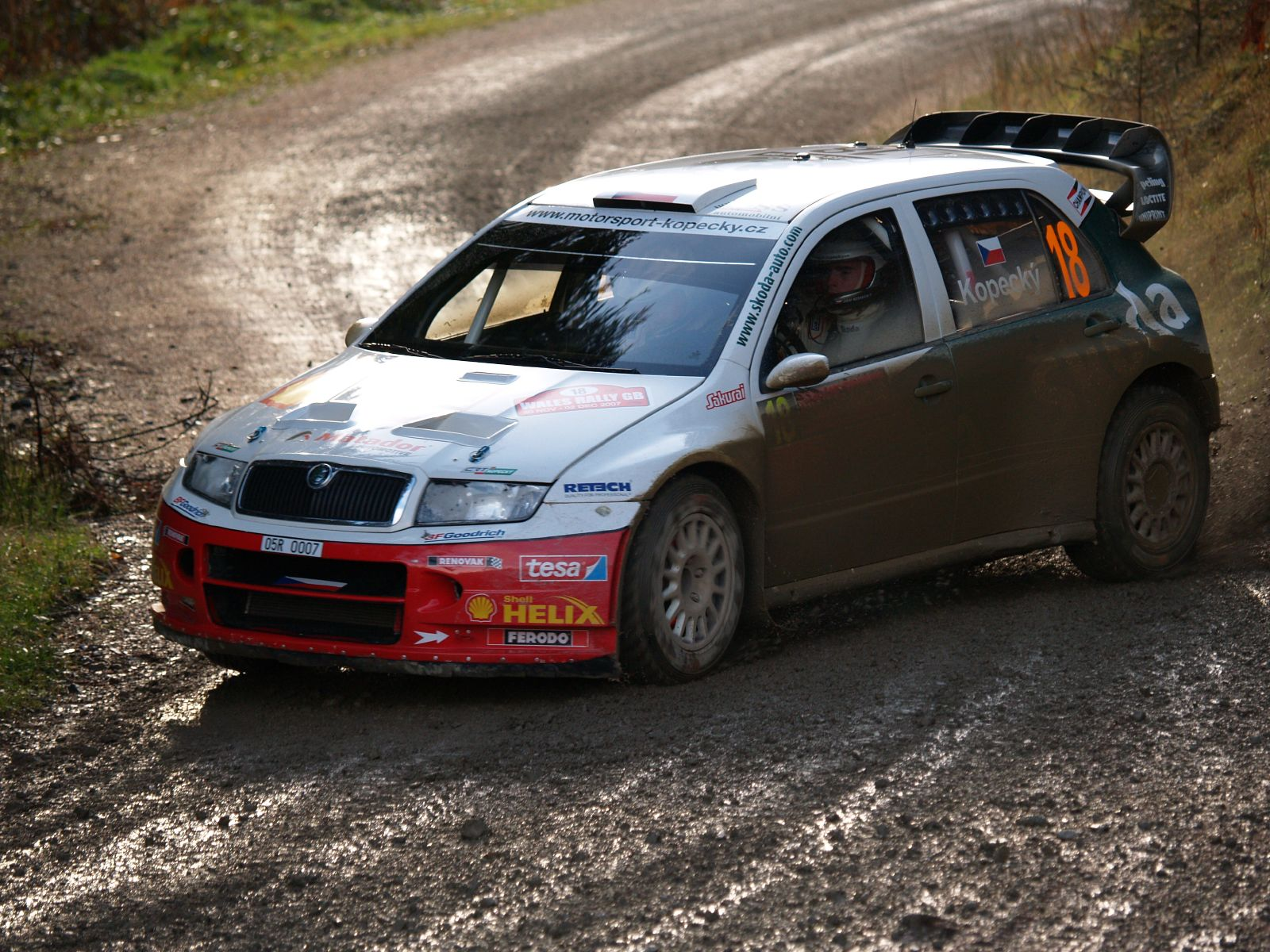
Jan Kopecký en 2007

En 2006 con la retirada de Skoda, el Fabia siguió apareciendo en pruebas del campeonato del mundo con el equipo privado Red Bull Škoda Team que contó con los pilotos: Gilles Panizzi, Harri Rovanpera, Andreas Aigner y Mattias Ekstrom. El mejor resultado fue el sexto de Aigner en el Rally de Alemania.

## Información técnica
Motor
- Motor: 1997 cc con turbo.
- Cilindros: 4 en línea.
- Válvulas: 20
- Bore x stroke: 85.0 x 88.0 mm
- Potencia: 300 cv
- Par motor: 530 Nm

Dimensiones
- Largo: 4005 mm
- Ancho: 1770 mm
- Altura: 1300 mm
- Distancia entre ejes: 2468 mm
- Ancho de vía: 1534 mm
- Peso: 1.230 kg

Transmisión
- Tracción cuatro ruedas
- Caja de cambios longitudinal
- Marchas: 6 en secuencial
- Placas de embrague: 3